# Fairford
Fairford est une petite ville anglaise située dans le district de Cotswold et le comté du Gloucestershire.
Fairford se situe dans les Cotswolds le long de la rivière Coln. Elle compte une population de 3.200 habitants. La petite ville est réputée pour son église St Mary, harmonieusement rebâtie à la fin du XVe siècle. La pièce maîtresse de l'église est sa merveilleuse série de vitraux (vers 1500).
Le Cotswold Water Park se trouve à proximité.
La base aérienne de Fairford se situe à proximité. Chaque année y est organisé le plus grand rassemblement d'avions militaires d'Europe lors du Royal International Air Tatoo (RIAT).